# 哈米什·華生
哈米什·華生（英語：Hamish Watson；1991年10月15日—）是一位蘇格蘭橄欖球運動員。他是蘇格蘭國家橄欖球隊的一員，代表蘇格蘭參加了2015年橄欖球六國賽。